# Kathleen Battle
Kathleen Battle (ur. 13 sierpnia 1948 w Portsmouth (Ohio)) – amerykańska śpiewaczka, sopran liryczny.
Kathleen Battle urodziła się jako najmłodsza z siedmiorga rodzeństwa. W dzieciństwie pod wpływem matki zainteresowała się tradycyjną muzyką afroamerykańską gospel, a następnie uczyła się w College-Conservatory of Music Cincinnati w Ohio, które ukończyła w 1971. Po ukończeniu nauki pracowała jako nauczycielka śpiewu i debiutowała w 1972 podczas festiwalu w Spoleto pod kierownictwem Thomasa Schippersa. Pięć lat później śpiewała w Metropolitan Opera w dziele Richarda Wagnera „Tannhäuser”. Występowała także z orkiestrami Wiener Philharmoniker, Berliner Philharmoniker, New York Philharmonic Orchestra oraz podczas festiwali w Salzburgu.
Kathleen Battle odbywa także tournée koncertowe, śpiewa w duetach i oprócz muzyki klasycznej śpiewa również muzykę jazzową.
W jej repertuarze znajdują się dzieła takich kompozytorów jak: Bach, Händel, Mozart, Rossini i Fauré. Pięciokrotnie była zdobywczynią nagrody Grammy.